# Chimarra alleni
Chimarra alleni är en nattsländeart som beskrevs av Chantaramongkol och Malicky 1989. Chimarra alleni ingår i släktet Chimarra och familjen stengömmenattsländor. Inga underarter finns listade i Catalogue of Life.